# Pennisetia insulicola
Pennisetia insulicola is een vlinder uit de familie wespvlinders (Sesiidae), onderfamilie Tinthiinae.
Pennisetia insulicola is voor het eerst wetenschappelijk beschreven door Arita in 1992. De soort komt voor in het Palearctisch gebied.